# Commander (film)
Commander è un film di guerra del 1988 diretto da Ignazio Dolce (accreditato con lo pseudonimo Paul D. Robinson).

## Distribuzione
Fu distribuito nelle sale cinematografiche nel giugno 1988.